# Hudson Greater Eight
La Greater Eight è un'autovettura full-size prodotta dalla Hudson dal 1930 al 1932.

## Storia
Fu scelto il nome "Greater Eight" per sottolineare quei progressi tecnologici e di styling che caratterizzavano la vettura, e per ricordare il numero dei cilindri del motore, che erano otto.
Il modello era disponibile in due versioni, quella a passo corto e quella a passo lungo. La prima, denominata Serie T, aveva un interasse di 3.023 mm, mentre la seconda, che era chiamata Serie U, aveva invece un passo di 3.200 mm. Le carrozzerie disponibili erano tre, berlina quattro porte, coupé due porte e roadster due porte. Nel complesso, la Greater Hudson, era caratterizzata da una linea più morbida e arrotondata di quella dei predecessori. Inoltre, era dotata di una calandra a maglie fini, quindi all'opposto degli altri modelli, che erano invece forniti di una griglia a maglie più larghe. Nel 1932 la linea fu arrotondata ulteriormente.
Il motore installato era un otto cilindri in linea da 3.504 cm³ di cilindrata avente un alesaggio di 69,9 mm e una corsa di 114,3 mm. Nel 1932 fu introdotto un propulsore dalla stessa configurazione, ma da 3.830 cm³ (alesaggio e corsa erano, rispettivamente, 73 mm e 114,3 mm). L'anno successivo fu invece disponibile un motore a otto cilindri da 4.169 cm³ avente un alesaggio di 76 mm e una corsa di 114,3 mm. La calandra ora era maglia fine con una live forma a V. Le potenza dei tre propulsori citati erano, rispettivamente, 80 CV, 87 CV e 101 CV. La frizione era monodisco a secco, mentre il cambio era manuale a tre rapporti. La trazione era posteriore.
Nel model year 1933, la Greater Eight fu sostituita dalla Hudson Pacemaker Standard Eight.